# Stevenia pannonica
Stevenia pannonica är en tvåvingeart som beskrevs av Villeneuve 1919. Stevenia pannonica ingår i släktet Stevenia och familjen gråsuggeflugor. Inga underarter finns listade i Catalogue of Life.